# 太陽の黙示録
『太陽の黙示録』（たいようのもくしろく）は、かわぐちかいじによる日本の漫画作品。

## 概要
『ビッグコミック』（小学館）2002年16号から連載が開始され2008年2号の第124話にて第1部「群雄編」が終了した。翌3号からは第2部「建国編」の連載が開始され2010年21号の第63話が最終話となった。単行本では群雄編が全17巻（ワイド版全8巻）、建国編が全9巻発刊されている。2005年（平成17年）度の第51回小学館漫画賞一般向け部門を、2006年（平成18年）度の第10回文化庁メディア芸術祭マンガ部門大賞を受賞した。2006年秋にWOWOWにてアニメ化された。
小松左京の小説『日本沈没』と『三国志』をモチーフとしている。

## あらすじ
舞台は大震災で富士山噴火や首都・東京及び関西水没により国土の五分の一を失い、地割れによる日本海峡誕生で本州が東西に分断されてしまった近未来の日本。南（サウスエリア）をアメリカ、北（ノースエリア）を中国に管理され、福岡と札幌にそれぞれ首都を構えて互いに自らの正当性を主張する南北両政府、分断された国民、台湾へ流れた難民、全世界に散った『棄国者』などを描く。

## 物語の基本用語
日本分断
2002年に発生した日本大震災によって本州が近畿地方〜北陸地方に位置する日本列島大断層を境に分裂した。南関東、東海地方、近畿は水没、九州地方、四国地方も二分された。その後、震災復興支援においてそれぞれ軍を派兵させていた米中両国による「分割復興決議案」が国連で採択され、日本は南日本地域（サウスエリア：アメリカ合衆国管理下）と北日本地域（ノースエリア：中華人民共和国管理下）に分割され、その後の日本政府分裂に伴い日本は事実上の分断国家となった。日米中三国による復興委員会も北日本は中国主導、南日本はアメリカ主導で再編され、それぞれ本国の意向を反映させた復興政策を行い南北日本政府は米中の傀儡政権と化してゆく。自衛隊の場合は陸上自衛隊が南北に分割された反面、米軍とつながりの深い海上自衛隊、航空自衛隊は全部隊が南日本に帰属。また在日米軍は三沢飛行場・横田飛行場・横須賀海軍施設・厚木飛行場・キャンプ座間など北日本領内の基地からは撤退している。南北間の往来は当初は自由に行われたものの米中の対立や治安の悪化などを理由に次第に規制され（渡航許可証→ビザ・パスポート）、両政府により相互承認された分離独立の動きが進むにつれ統一を求める声が強まってゆく。
なお、分断以前の日本は『三国志』における後漢に相当する。
日本大震災
2002年8月10日、午前10時20分に京浜一帯を襲ったM8.8の京浜大地震を皮切りに、日本列島を襲った巨大震災。同日午後3時10分にはM7.5の東海大地震が発生し、これに連動して富士山、伊東沖の手石海丘、伊豆諸島では三宅島の雄山と大島の三原山が噴火。そして8月15日午前8時、M8.9の東南海・南海大地震が同時発生し、琵琶湖を中心に京都・大阪・奈良が水没。本州が文字通り真っ二つに分断された。また、紀伊半島や四国・九州南部も水没した。一方で北海道は被災しなかった。被害者数は死亡者2000万人、行方不明者4000万人。また、2003年2月に経団連が見積もったところによると、震災前の2分の1レベルまで復興するのに必要な予算は、ライフラインやインフラ面に限っても300兆円に及ぶ。
その後、京浜大地震から1年後の2003年8月10日に、日本臨時政府所在地である札幌の大通公園にて、追悼式典が開かれた。
日本海峡大震災による地割れで琵琶湖を中心に大阪湾から富山湾にかけて出来た海峡。海底には大阪府や京都府の街が水没している。分断復興計画で米中の管理地域の境界線とされ、ひいては南北日本の国境線となっている。そこではアメリカの調査でM資源が発見され、南北首脳会談では両者の外交の切り札として利用されている。
民自党
震災以前からの日本政府与党。震災時の総裁は石倉慎介、幹事長は柳拓磨。総理総裁は石倉であるが実権は拓磨が握っており、石倉自身も自らを「柳拓磨の神輿」と自覚していた。しかし震災後の復興計画をめぐって、日米同盟の観点からアメリカ主導を主張する石倉と、従来の従属的な日米関係を見直すべきだとして、中国を中心とする国連主導を唱える拓磨が対立。石倉の拓磨に対する複雑な感情もあって両者は決裂し、党内の多数を占める拓磨派に対抗して石倉派が博多へ亡命。これによって政府同様に党も南北に分裂してしまう。また、七星会の董藤卓也や神林曜蔵も元々は民自党に属しており、董藤に至ってはかつて拓磨子飼いの若手議員グループ「青柳会」のリーダーであった。
ちなみに同じ作者の『沈黙の艦隊』など、複数の作品で「架空の政権与党」として登場する名である。モデルは自民党。
民自党石倉慎介派
石倉慎介率いる民自党の派閥。親米派。劇中で確認できる派閥メンバーは夏木惇史。大震災から1年後に親中派の柳拓磨派と対立した末、国会に提出した博多への首都移転案が拓磨派の牛歩戦術で成立不可能になったのに対抗して、石倉が千歳基地から緊急視察と称して米軍機にて博多へと亡命。博多を日本の首都とすると宣言し、なおかつ札幌の臨時政府改め北日本（ノースエリア）政府とは異なる、南日本（サウスエリア）政府の発足を表明する。その後はアメリカ及びロックウェルと歩調を合わせて南日本の復興を行うも、次第に権限の増大するロックウェルと惇史達石倉派を含めた政府関係者との対立が発生。その果てに宗方によって全く新しい方針が打ち出され、ロックウェルと惇史がこれに同調したことで、そして行政長官制発足により石倉の内閣総理大臣というポストが全く意味を成さなくなった為、石倉派が当初に掲げた目標は実現不可能となってしまう。
民自党柳拓磨派（旧柳拓磨派）
柳拓磨率いる民自党の派閥。親中派。劇中で確認できる派閥メンバーは地道行男、柳隆志、柳夏江、馬渕啓太郎（一方で華永烈の主導を苦々しく思い当時協力していた董藤と組んで失脚を目論む描写もあった）、栗本、福島、今井、そして拓磨政権・馬渕政権の閣僚陣（七星会のメンバーを除く）。大震災から1年後に親米派の石倉派と対立、石倉が国会に提出した博多首都移転案を妨害するも、石倉派の博多亡命によって残された政府の主導権を握ることとなり、結果拓磨が臨時政府改め北日本（ノースエリア）政府初代首相に就任する。その後は拓磨の目指した中国、そして国連との共同による北日本の復興を目指すも、拓磨を襲った病魔に加えて董藤率いる七星会や連の謀略によって次第に力を失い、ついには札幌クーデターによって馬渕政権閣僚陣が董藤配下の北日本自衛隊反乱軍によって殺され、馬渕も董藤自らの手で射殺される。また、拓磨は董藤の意を受けた立花によって銃撃を受け、舷一郎の眼前にて息を引き取った。その後の董藤政権発足により、クーデター時に殺されずに済んだ栗本等拓磨派の議員達は政権を追われるが、董藤の死後北日本に戻った舷一郎と接触を持ち、来るべき総選挙にて政界に復帰しようとする。しかし、孫市と周による復興委員会を軸にした北日本支配に舷一郎が反発、孫市と決別したことで北日本当局から追われる身となり、栗本は難を逃れて舷一郎と合流するも、福島と今井は警察局の家宅捜索によって身柄を拘束される。
なお、董藤政権発足により拓磨派が政権を追われて以降は、旧柳拓磨派と呼称されるようになる。
円
震災以前の日本の通貨にして、政府分裂後も南北日本双方の通貨として流通している。しかし、大震災にて日本が被った経済的ダメージによって円の価値は下がり、とりわけ闇業者の間では紙クズ同然に見なされている。
M資源
日本海峡の海底で発見され、アメリカ政府によって秘密にされた次世代エネルギー資源。その正体はメタンハイドレートで（ただし、普通メタンハイドレートは海底に沈殿するもので、元は陸地や地底だった日本海峡に存在するのはやや不自然）、発見者森村秀一郎博士と共通の頭文字をとってこの名称で呼ばれる。
宗方はロックウェル・プランにてアメリカ留学中に森村博士の息子と知り合い、それをきっかけにM資源の存在を知り、これを担保に南日本（サウスエリア）の独立を図る。また、メタンハイドレートは2018年時点において表向きはエネルギー資源として実用化されていないことになっているが、群雄編第90話における宗方に対する孫市の推理では、アメリカ留学中にこれを実用化できる技術者を探り当て、接触したとされている。一方でオイルメジャーの意向や無尽蔵にある事から生じるパワーバランスの問題を考え、開発が進んでいない描写も見られた。
なお、劇中では2017年時点における宗方とゾラの会話によると、化石燃料や原子力に変わる代替エネルギーは開発が進まず、太陽光発電や風力発電は大量の電力を生むに至らない。また、南北日本の被災地にあった原発は炉心融解事故こそ防いだものの、損傷による放射能漏れ防止のため無期限稼動停止状態となっており、大量生産には依然として火力発電に頼っている。そのため、M資源実用化がもたらすメリットは非常に大きい。
海外一時避難民
大震災における被害の大きさから、柳拓磨の発案により行われた政府による募集を受けて、復興により帰国の目処がつくまで海外の受入国へ移動した日本人。受入国は台湾・中国・オーストラリア・アメリカなど多数。総数は約700万人。しかし、震災復興による帰国の機会は訪れず、16年後の2018年時点では避難民中約200万人が棄国者と化し、残るのは500万人。
群雄編第107話における舷一郎の言によると、南米諸国では同化政策の結果、地元貧困層との対立が起こり、欧米大陸諸国では日本人避難民が勤勉で有能な工場労働者として受け入れられたため、既存労働者層の東欧系・アラブ系移民との間に摩擦が発生。そして中国では震災以前よりの反日感情も起因しているのか、避難民への差別意識が爆発したことによって一部の避難民キャンプでは水や食料の供給が止められるという事態が発生している。
群雄編第119話での舷一郎と宗方の交渉の場において、宗方と惇史が語るところによると、一時避難民500万人全員を南日本（サウスエリア）で受け入れた場合、10年度に及ぶ経済支援が必要で、その総額は30兆円に及ぶとの事（これは南日本の国家予算に相当する）。
彼等は日本国籍を有しているが、これはあくまでも「政府分裂以前の日本国籍」であり、南北日本どちらにも帰属しない。
棄国者
大震災で行き場を失い、国籍を捨てて海外に亡命した日本人のことを指す。主に難民で受入れ国に帰化した者たち。受入国で不自由な生活を送る日本人が、帰化する事で職や市民権を獲得し快適な生活を送っている者への羨望や蔑みを込めて、祖国である日本を「棄てた」という意味で名付けられた蔑称がルーツ。
ただし、棄国者全員が快適な生活を送っている訳ではなく、羽田遼太郎の様に自分の意思とは無関係に棄国者にされた者、そして彼の父、羽永貴（羽田永一郎）の様に、台湾政財界における自身や会社の社員達の立場を守るために、反日派グループの汚れ役を任されている者もいる。
渡航許可証
南北日本の日本人が南北間及び国外へ渡航するために必要なビザ。震災直後は震災離散者同士の連絡や救援物資の搬送等で日本人の南北間移動や国外への渡航は特に制限されなかったが、米中間の対立や海峡区等での治安悪化により南北日本と米中当局は日本人の移動制限を決定。渡航許可証を発行し、渡航手続きをクリアして許可証に渡航先への移動許可印を押される事で、渡航先への移動を認められる。なお、その審査には渡航先の南北日本との友好関係の度合いで格差があり、北日本（ノースエリア）籍の地道が舷一郎捜索のため世界各地を巡った末、最後に台湾へ渡ったのは、台湾が南日本（サウスエリア）の友好国であり、許可が取りづらいためであった。
後に、より渡航制限の厳しい南北渡航禁止令へと発展解消した。
南北渡航禁止令
宗方の発案により南北連絡協議会に議題として出され、北日本（ノースエリア）の代表である華永烈の合意を得て宣言・施行された法令。新国家の建国を目指す宗方にとって、海峡区を中心とする南日本（サウスエリア）への越境者流入や、北日本からの工作員（既望の会の武装信者なども含まれる）の侵入、そして海外一時避難民の帰国受け入れはもはや障害でしかなく、北日本としても海峡区の治安維持を望む意向があったので華は宗方の出した案に合意し、握手を交わした。
渡航禁止令下においては、一般の日本人は南北日本間で自由に渡航することが出来ず、最低でも身分証とパスポートを提示して所定の手続きを済ませる必要がある。交渉等に赴く政府関係者や、大規模な商取引目的の渡航については例外（ただしこちらも、ある程度の正規の手続きが必要な模様）。
舷一郎にとっては、祖国日本へ戻れない日本人を救うには避けては通れない壁である。そのために渡航禁止令を解くよう孫市・宗方と交渉するも失敗に終わったが、亮との出会いでようやく答えを掴む。
復興委員会
分断復興統治下の日本の復興政策、ひいては国家の方針を事実上決める機関。委員長は日本政府元首である総理大臣だが、米中両国の代表も参加しているため、実質的には日米中の合同機関。南北政府分裂後はそれぞれに復興委員会が発足（南側は後に復興省）。
テレビ電話機能付き携帯電話
劇中2010年代時点で普及している、一般的な携帯電話。現代の携帯電話と異なり、お互いの表情を見ながら会話することが可能。近未来を舞台としている本作においては、登場人物たちの身近な通信手段であると同時に、劇中において最も近未来的な雰囲気を演出している。

## 南日本国（サウスエリア）
『三国志』の魏に相当する国。日本海峡から西に位置する九州、四国と本州の中国地方と兵庫県、京都府、福井県、石川県の一部。首都は政府分裂当初は福岡市で、現在は山陽道西湖岸市海峡区。中国軍に出遅れた形のアメリカ軍が復興支援部隊として展開したためアメリカ復興保護下となる（ただし政府分裂以前は鹿島港に米太平洋艦隊が入港するなど、北日本にも部隊が展開していた）。「日米の両方でもない新しい国家」を目標に公務員の国籍条項廃止や道州制導入などがなされたが、当初の都市計画や経済政策はアメリカの模倣であったため貧富の差が進み、特に地方は山陽道海峡区へのノースエリア難民流入など治安が悪化していた。また、北（ノースエリア）政府が国連代表権を持ち、南（サウスエリア）政府も最終的には再統一を目標としていたため、主権国家としての対外的な承認もされていなかった。しかし、2015年に旧来の「日本」とは異なる「日本人とあらゆる人種、民族が共存する史上最も新しい独立国家」の設立という新方針を（宗方操が）打ち出し、独立の国際的な承認と国連加盟を目標とする。2017年時点での政治体制は行政長官制で、アメリカ主導の復興委員会→「特別官庁・復興省」を前身とした行政府の長官が疑似大統領制といわれるほど圧倒的な権限を持つ。また、SCIAという名の情報機関が設立され、自衛隊も国防軍に再編されるなど、かつての日本の体制とは名実とも大きく異なっている模様。山陽道海峡区は震災で水没した神戸の跡地に設立された都市で、福岡市・広島市に次ぐ規模の主要都市として独立国家路線の象徴となり、M資源の開発が行われようとしている。

### 地理（南）
福岡市
南日本（サウスエリア）の最初の首都。別名「新博多」。元々はアメリカが南日本復興における拠点として、復興委員会の傘下にて復興実務を司る組織「日本復興支援機構」を、震災に遭わなかった福岡市に設置していたのだが、大震災から1年後に米中両国のどちらが日本の復興支援を主導するかをめぐって政府･与党が内部分裂し、石倉総理を中心とする親米派が札幌市から半ば亡命する形で徐々に南北の分断が顕著になるにつれ、既成事実化する形で南日本の首都となる。その後、ロックウェル主導の下、海ノ中道や志賀島、能古島を含めた博多湾岸全域が、震災によって発生した瓦礫を用いた埋め立てにより都市化され、ソーラーパネルが随所に設置され、高層ビルが林立する大都市となった。しかし、「アメリカン・サイド」と呼ばれる復興省（行政府）が置かれた博多区のベイエリアを中心とする埋め立て地区とは対照的に、復興景気時に流入したアジア系労働者への対策の不徹底により旧来の博多区の中心である中洲周辺はスラム化し、こちらは「アジアン・サイド」と呼ばれている。
震災以前とは大きく異なる容貌に、ロックウェル・プランによるアメリカ留学から帰国した宗方は、新博多の事を「ロックウェル王国」と呼ぶ。なお「博多」という名称が強く押されている背景には、ロックウェルが古来より対外交易の拠点となっていた当地の歴史に関心を示し、「アジアの中心となる新国家」にふさわしいと捉えたため。
海峡区
正式名称は「山陽道西湖岸市海峡区」。かつての神戸市の廃墟を含めた、かつての琵琶湖西岸にして現在の日本海峡西岸の一帯。この内神戸の廃墟にある日本人が多く住む一角は「新神戸」とも呼ばれる。震災難民や不法入国の外国人が住み着き、治安が極度に悪化したスラムとなっていたが、自身の福岡返り咲きと南日本（サウスエリア）主導での南北統一を目指す夏木惇史知事により新道都とするための再開発が計画され、さらに副知事の宗方が自身の目指す独立国家路線の第一歩ならびにM資源開発の拠点と位置づけ南日本の国家的事業として開発に力を入れたため、わずか2年で南日本第三の大都市に成長した。宗方は董藤との会話で将来的には日本の首都にするという自らの構想を語っていたが、ロックウェル暗殺や再生特区日本の誕生を経て独立を果たした後に福岡から遷都、正式に南日本国の首都となる。
新山陽道庁ビル
宗方が海峡区開発の過程で、復興のシンボル、および自らの活動拠点として築いた高層ビル。このビルの完成を持って、山陽道庁は六甲山にあった旧山陽道庁から移転された（ただし旧山陽道庁は緊急時の指揮所として残され、後述の海峡紛争の件では宗像達行政府の幹部陣がここから指揮を執った）。その後、海峡紛争に際しては董藤の命を受けた勝呂率いる部隊の最重要目標として攻め込まれ、制圧されるも宗方がスタントンに停戦交渉の仲介を依頼したことで戦闘が終結し、無事に宗方達の手元へと戻った。
高層ビルである一方、公式には地下は2階までしか存在しないことになっている。しかし実際にはスーパーコンピューターを備えた地下3階が存在し、エレベーターの隠しスイッチを使わなければ移動出来ない様厳重に隠されていた。その理由はスーパーコンピューターのデータベースの中に、宗方に同調して日本国籍を放棄した日本人のデータが入っているからで、海峡紛争時に勝呂が地下3階を発見して突入を図った際、現場にはデータを転送しようとして避難が遅れた技術者数名が護衛の人間と共に取り残されていた。
山陽道庁多目的スタジアム
海峡区開発の過程で新山陽道庁ビルに次いで建設された、総工費500億円の巨大なスタジアム。宗方達は南日本（サウスエリア）が晴れて独立の瞬間を迎えた際、このスタジアムを独立宣言の晴れ舞台とするはずだった。しかし、海峡紛争の末海峡区に乗り込んできた董藤によって北日本（ノースエリア）自衛隊の閲兵式の舞台に指定されるという屈辱に惇史は不機嫌になるも、宗方は南日本国防軍特殊部隊を用いて董藤の警備に当たっていた黒衣隊を殺害・無力化した上で、勝呂に董藤を暗殺させた。

### 行政・制度（南）
日本復興支援機構
復興省の前身にあたる機関。元々は復興委員会の傘下で、南日本（サウスエリア）の復興実務を司っていたが、政府分裂を機にアメリカ主導の機関として、復興政策を自ら立案・施行するようになる。なお、この当時副長官を務めていたロックウェルは、後に復興省（行政府）長官となる。
復興省
南日本（サウスエリア）の震災復興・経済政策・対北日本（ノースエリア）交渉を担当する、北日本の復興委員会に相当するアメリカ主導の特別官庁。ロックウェル・プランの国費留学生たちが高いポストについている。アメリカ本国の意向を踏まえてか難民支援や治安対策よりも経済発展を優先していた。行政長官制施行と同時に発展解消し行政府に。
行政府
復興省を前身とする、南日本（サウスエリア）の国家行政全般を取り仕切る機関。行政長官を長とし、各省庁をその下に直属させる政府とほぼ同義。現在の行政長官は宗方操。
道州制
サウスエリアの行政区分。玄海首都圏（福岡県と下関近辺）のほか、山陽道（山陽地方と旧兵庫県南部）、山陰道（山陰地方と旧兵庫県北部）、南海道（四国）、北陸道（旧京都府、福井県、石川県地域）、九州の計6つの広域行政区分で成り立つ。しかし各道州庁の行政は「バランスが重要であり、一部の独走を許すわけにはいけない」とするロックウェルの方針により、事実上復興省の管理下に置かれていた。
駐南日本（サウスエリア）米軍
南日本（サウスエリア）に駐留する米軍。政府分裂以前は震災前と同様に北日本（ノースエリア）領内にも部隊を展開させていたが、政府分裂以降は北日本の領内の基地から完全撤退した。
劇中で確認出来る装備品はM16A2、UH-60。
南日本（サウスエリア）国防軍
自衛隊が再編された南（サウスエリア）の軍隊。正式には南日本独立の国際的承認・国連加盟と同時に移行されることになっているが、隊員ならびに政府高官の間ではすでにこの名称が用いられ、意識の上では名実ともに自衛隊とは差別化されている。階級や小銃等の装備が米軍と同じものに改められ、また隊員の3割が日本人ではない。
かつて南日本領内に配備されていた旧陸上自衛隊と、旧海上自衛隊・旧航空自衛隊が前身であるため、総兵力と兵器の種類の点では北日本（ノースエリア）自衛隊を上回っている。
劇中で確認出来る装備品はM16A2、AH-64D。
SCIA（サウスエリア中央情報局, South Central Intelligence Agency）
南日本（サウスエリア）において設立された情報機関。その名の通り、アメリカの情報機関CIAをモデルに設立され、宗方がM資源確保のための南北境界線確定と共に行った、北日本（ノースエリア）からの工作員侵入阻止を目的とした南北間の渡航制限を認めさせるべく、ロックウェルが指揮を執るCIAと共に世界規模で活動。多くの海外一時雛民受入国において暴動を誘発した。
北日本には水面下で相当数の工作員を送り込んでおり、董藤達七星会、及び舷一郎や孫市などの動きを監視している。また、宗方が恵理の護衛と監視のために送り込んだ工作員、児島も劇中で明言されていないが、SCIA所属と思われる。
建国編においては宗方と彼の意を受けた長官のピートによって、舷一郎の暗殺やデマの流布などを命ぜられた、約100人に及ぶ工作員が海外からの帰還者や南日本からの脱南者を装って潜入した。

### 用語（南）
アメリカドル
本来はアメリカの通貨だが、震災後に関西などの闇市業者の間で無価値と見なされた円に替わって使用され、現地で治安維持にあたっていたアメリカ軍もこれを黙認。結果として南日本（サウスエリア）で広く流通するようになった。
ロックウェル・プラン(Rockwell Plan)
南日本（サウスエリア）側の正式名称は「日本人材復興計画」。震災によって東京・大阪圏の大学校舎が被災・崩壊して運営が不可能となり、事実上教育制度が崩壊した日本の優秀な学生をアメリカに国費留学させるもので、政府分断後にアメリカ保護下のサウスエリアで導入された。その背後には、日本人の民族性を自分たちに都合よく改造しようとするアメリカ政府、サウスエリアを自分の理想とする新国家にしようともくろむロックウェルの思惑が見え隠れしていた。しかし、南日本側責任者の夏木惇史が第1期生に推薦した宗方操が、南日本を思わぬ方向に導くことになる。
建国編でロドリゲスは舷一郎にロックウェル・プランのアメリカ当局内における正式名称が「日本再占領計画」と打ち明け、その内容がアメリカにとって都合のいい人材を育てて南日本を傀儡国家にしようとしていたが、宗方という怪物の出現によってその目論見が失敗に終わったと明かした。
日本国籍放棄
宗方が南日本を、かつての「日本」とは異なる新たな独立国とすべく活動すると同時に、かつての「日本」との決別を図るべく、「棄国者」に自らをなぞらえて自らの日本国籍を放棄。同時にこれに同調した夏木淳史知事をはじめとする山陽道庁職員も放棄した。その後、宗方の方針を支持する日本人が増えるにつれて、国籍放棄する者も増え海峡紛争時には数万人にまで膨れ上がった。

## 北日本国（ノースエリア）
『三国志』の呉に相当する。国土は日本海峡から東に位置する北海道と、本州の東北地方、関東地方、富山県や岐阜県以東の中部地方。札幌市に脱出した日本政府が真っ先に中国に援助を（柳拓磨が）要請したため、千歳市に一個師団が新潟港にも北海艦隊が派兵されるなど中国人民解放軍が復興支援部隊として展開、中国復興保護下となる。首都は札幌。中国軍駐留や中国系企業の進出により、中国語が普及。一方で国民一人一人にICチップを埋め込み行動を監視するほどの完全な管理社会で、言論統制のもと政府の意に沿わない情報は排除されている。また美唄市の「入国管理所」など強制収容所も複数存在している。政治体制は前と同じく議院内閣制（しかし実権は中国主導の復興委員会が握っている。）で従来の県も存続している。旧政府を引き継いだ正当な日本政府として認知され、国連における「日本」の代表権を持つ（71年以前の台湾やカンボジア内戦の三派連合政府のような立場）。軍事は長く中国軍の手に握られていたが董藤の起こしたクーデターにより、第3代首相に就任した董藤の公約通りに欧米の最新兵器を購入・配備した北日本自衛隊が事実上掌握。中国支配下からの独立と南北再統一を願う世論に付け込んだ七星会の暗躍で急速に独裁政治・軍国主義化したが、日本海峡紛争での停戦合意の失敗や七星会の存在の暴露、その主要メンバー暗殺などによって情勢が一変しその後は人民解放軍の増員など中国は従属国化を進めようと画策。終盤で復興委員会が解散し、再統一の動きが進んでいく事になる。東京は国連により中立地帯とされ、新宿の旧都庁ビルが南北間協議用の会議場となっているが、津波により大半が水没しライフラインは復旧不能で半ゴーストタウン化している。

### 地理（北）
札幌市
北日本（ノースエリア）の首都。元々は震災後に日本政府が、震災と富士山噴火による降灰被害により首都機能を失った東京から脱出後、臨時政府を設置。その後政府内部で分裂したアメリカ組の福岡移動（亡命）により柳拓磨中心の中国組がそのまま札幌市に残り、首都となる。
劇中では震災による被害を一切受けなかったものの、過去に札幌に来た事のある羽田をして、震災前とは大きく異なる姿になったと評させた。その理由は臨時政府設置に伴い、東京都・永田町のそれを模した国会議事堂や首相官邸など、官庁街が大通公園周辺に設置されたことにもあるが、最大の理由は、中国の影響下に置かれたことで街中には中国語の看板が溢れ、さっぽろテレビ塔も上海タワー風に建て替えられるなど、都市自体が中国化したからである。
新札幌大飯店（New Sapporo Hotel）
札幌市内にある高級ホテル。董藤率いる七星会の拠点であり、このホテルの一室で行われる朝食会が七星会の方針を決める舞台であった。また、董藤が第2代復興委員長に就任した際には馬渕達政府関係者との懇談会も行われたが、その実体は「王」である董藤への許された「謁見」そのものであった。しかしながら、このホテルは実は孫市の傘下であり、交わされていた情報は筒抜けだった。
董藤は朝食会において、好物のステーキを注文するのが常であり、後に舷一郎が朝食会に七星会への宣戦布告に乗り込んだ時には「人を理解するには同じ釜の飯を食うに限る」という理由で、かつて董藤が座っていた席に座り、董藤と同様のステーキを食べた。
大倉山
札幌市内にある山。孫市にとっては幼い頃兄策太郎と共に父堅一郎に連れられて来た思い出の場所。そして、2人の死の報を受け帰国した孫市によって、山小屋の地下室にマゴイチ・ホールディングス旧札幌本社の2人のオフィスから、捜索が入る前に中の物全てを運び込み、孫市家の霊廟のごとく当時の姿そのままに再現した。この地下室にて孫市は周に父と兄の真の意思である、北日本（ノースエリア）と中国の経済統一を表した通商経路図を見せた。
その後もこの地下室は、孫市と周の密談の場となっている。
美唄市
表向きは不法入国者を収容するが、実際には政治犯収容所を内部に備えた北日本入国管理センターがある。センターには、2017年当時実権を握っていた董藤率いる七星会によって政治犯（収容所関係者はSと呼んでいる。なお、舷一郎はSを政治犯かスパイの略だと解釈した）とされた、七星会にとって都合の悪い人間がただの不法入国者収容区よりも警戒厳重な政治犯収容所に収容されていた。舷一郎と羽田は董藤や拓磨を調べていた折にそれを感付いた董藤によって一時期収容され、董藤の義父純也も収容されていた。
なお、政治犯収容所は警戒厳重である関係で一度収容されれば脱出する術は皆無であり、それが影響してか収容者が他の収容者に重要な情報を語ってもそれを外部に伝える手段が無いため咎められることは無い。それ故純也は羽田に対して、董藤にとって世間に知られれば命取りになり得る董藤の凶暴な本性や呪われた出生の秘密を教えることが出来た。また、純也は羽田が立花の計略によって収容所から護送される折に「ここは生かしておく理由がある人間を入れておく場所。外に出る以上命の保障は無い」とも語った。
仙台市
震災の影響は少なく、本州の中心的な都市となっている。マゴイチ・ホールディングスの本社があり、孫市グループの本拠地。
北関東
グレイ・エリアの境界線より北の関東地域。京浜大震災で被災し加えて富士山の噴火による降灰被害を受けたが、グレイ・エリアに比べて被害が小さかったことから北日本（ノースエリア）当局による復興および管理対象地となり、震災直後にはいくつもの震災避難民キャンプが作られていた。しかし、これらキャンプは首都札幌から遠く離れている関係で当局の援助が小規模なものとなり、加えて七星会による援助物資の横流しもあってキャンプに対するあらゆる物資の供給は満足とは程遠く、キャンプで医療活動に当たっていた雲井親子を含む多くの人々は苦しい状態に置かれていた。
紀伊半島
北日本（ノースエリア）においては南西部に位置し、南日本（サウスエリア）との境界線にも近い半島。東南海・南海大地震において半島は地盤沈下によって広範囲が水没し、熊野連峰の山々が諸島の様に海上に浮かぶ様相となった。このため、北日本当局によって復興の対象からは外され、それを利用する形で海峡同盟は当局の目を盗んでアジトを構築していた。

### 行政・制度（北）
北日本（ノースエリア）復興委員会
旧復興委員会を前身とする北（ノースエリア）の実質的な最高機関。初代委員長の華永烈はその機能を元老院にたとえている。当初は中国人委員長と日中各2名の委員からなる5人体制だったが、華永烈の死亡後は日本人が委員長職につくと改められ（華の在任中から、七星会の根回しを受けた馬渕政権が独自の人事案として出していた）、七星会首魁（当時の表向きの地位は衆議院議長）の董藤卓也が第2代委員長に就任したが、情勢悪化を理由に再び中国人の周真瑜が委員長に。またその際委員も大半が日本人の9人体制に移行したが、北（ノースエリア）を衛星国とする中国の方針に沿っていることは変わらない。一時、舷一郎の行動に日本人委員の約半数が同調するも、同調した委員は周の謀略によって全員が罷免・あるいは辞任に追い込まれ、親中派の委員に交替させられた。
農業公社
北日本（ノースエリア）における農産物の流通管理を行う機関。震災後の北日本において食料の配給管理の名目で農家より農産物を安値で買占め、それを各地域に配給した。中国の人民公社によく似た国家による農作物の買い上げと再分配を行う機関。震災から月日が経過してもこのシステムは制度化されている。また、北海道など震災に遭わなかった地域では配給制はストップしているが、北関東地域のような震災の被害がいまだ残る所では現在でも配給制が続いている。
しかし、その実態は北日本産の農産物が中国に横流しされ、代わって実際に北日本に流通するのは安い中国産のもの。これによって発生した差益は董藤率いる七星会や連の懐に入った。
北日本（ノースエリア）警察局
かつての警察庁に成り代わって発足した、北日本（ノースエリア）の警察機構。管理社会である北日本の警察らしく、犯罪者や危険分子と見なした者への取り締まりは容赦がない。特に、公安部に至っては犯人に向かって無警告で発砲したり、一般市民が巻き添えになることも省みないという有様であり、劇中第1部第52話では舷一郎達の逃走に協力したホテルの女店主を手にした銃で殴打している。
なお公安部は、制服や装備が中国の武装警察と同様であり、中国の影響が色濃い組織となっている。北日本入国管理センターなどの収容所や刑務所も管理している模様。
中国人民解放軍北日本（ノースエリア）軍区
北日本（ノースエリア）に駐留している中国軍。中国陸軍の地域区分である「軍区」のひとつとして編成されている。震災後に柳拓磨の発案により決定された中国への復興支援要請により、千歳基地への1個師団の進駐を皮切りに、北日本各地に国連復興支援軍の名目で展開。震災による物的・人的被害で作戦能力が低下していた自衛隊を事実上指揮下に置く。その後の政府分裂により北日本から海上自衛隊・航空自衛隊全隊及び駐日米軍が南日本（サウスエリア）へ移動して、残されたのが北日本に展開する陸上自衛隊であることをいいことに、北日本の軍事面で優位に立つ（ただし、政府分裂後初の閲兵式では拓磨と中国軍幕僚との交渉により、北日本自衛隊が先頭で行軍することもあった）。
震災前の自衛隊の駐屯地や基地に駐屯している他、一部の施設は南北分断時に在日米軍が放棄したものをそのまま使用している。
董藤政権下において、中国の影響力が弱められた関係で一時期部隊規模が縮小されるも、董藤の死や勝呂一派の暴走に際して北日本情勢の安定化を名目に、周第3代復興委員長の指揮の下、大規模な部隊が中国本土から北海道へと再度増派され、北海道各地に部隊を展開させる。
七星会の失脚後は、北日本の軍事の中核を担う。その後、北日本軍編成に伴い、引き続き中核戦力となる。
劇中で確認出来る装備品はAK-74、Mi-24、Il-76。基地は千歳基地（軍区司令部）、白老駐屯地、日高分屯地、丘珠駐屯地。
北日本（ノースエリア）自衛隊
北日本（ノースエリア）政府指揮下にある自衛隊。政府分裂時に海上自衛隊と航空自衛隊が南に移動したため、北日本領内に展開していた陸上自衛隊のみで構成されている。南日本（サウスエリア）国防軍と化したかつての南日本自衛隊とは対照的に、部隊編成や階級制度の面で震災以前の自衛隊の特徴が大きく残っている。
拓磨政権・馬渕政権下では軍事予算より復興予算を優先させる拓磨の意思、そして北日本に対する影響力を高めたい中国側の意向により予算が抑えられ、武器や装備については89式小銃など震災以前からの物を使用、良くても誘導弾の改良型があるくらいだった。しかし、董藤は防衛庁長官時代に現状を不満に思う自衛官を抱き込み、連との密約で戦力増強を認めさせる見返りに、隊が保有する装備品を最新鋭の技術資料として中国軍へと提供した。そして、董藤が第3代首相に就任するや公約通りに欧米製の最新兵器を導入して戦力を強化し、その姿を札幌での閲兵式にて披露した。またこの際、海上戦力や航空戦力も整備されたのか、後に董藤が海峡区へ閲兵式に乗り込む際には、董藤の乗る政府専用機を2機のSu-27が護衛戦闘機として警護していた。
北日本軍の編成に際し、事実上中国軍傘下に入る形で編入された。
劇中で確認出来る装備品は89式小銃、ミネベア9mm拳銃、AH-64D、CH-47J、C-130H、Su-27。
北日本（ノースエリア）軍
孫市と周によって新編成された北日本（ノースエリア）の正規軍。中国軍と北日本自衛隊の混成部隊であるが、その実前線出動といった汚れ仕事の類は旧自衛隊系の部隊に任され、中核をなす中国軍系部隊は後方部隊として温存されているのが実情。ただし、海上戦力や航空戦力については中国軍系部隊が全体をほぼ占めているので、劇中ではDデイによって東京湾を目指していた帰還民船団に対して中国軍系の艦艇部隊が封鎖線を構築した。
装備品や階級制度は中国軍と同様となっており、旧自衛体系部隊の将兵は階級制度を中国軍式に改められ、火器や車両、ヘルメットや野戦服も中国軍系部隊と同様の物を装備している。

### 組織
海峡同盟
北日本（ノースエリア）で活動する武装組織。北日本領で当局が復興が不可能だと放棄した旧紀伊半島の島々を拠点とする。元々は日本海峡で武器や麻薬等の闇物資を密輸していた組織。リーダーは元北日本陸上自衛隊自衛官の公文讃。主な目的は北日本を掌握している統治グループ「七星会」の壊滅、及び孫市ホールディングス敵対者への制裁。
彼らの黒幕は孫市権作マゴイチ･ホールディングスCEOで、北日本での彼らの表の顔はマゴイチ・ホールディングス警備部門所属の警備員。公文もマゴイチ・ホールディングス警備部長という表の肩書きを持つが公文が殺されると、現れなくなる。
元自衛官の公文が率いている関係か、装備品の中には北日本自衛隊と同じく89式小銃や対戦車榴弾が含まれている（劇中では北日本自衛隊に擬装する場面も）。またこの他、MP5やRPG-7などが登場。
既望の会
新興宗教団体。十六夜（いざよい）と呼ばれる教祖は宗方の元恋人・夏木恵理で教祖理事は星川宿海。札幌に本部を置き、集会場に札幌ドームを用いるほど巨大な教団。ノースエリア政府の支援を受けながら布教活動を行っている。治安の悪化した南北の海峡沿岸でもかなり普及し、その影で星川の下武器・麻薬の密輸やサウスエリア側海峡開発の妨害を行っていた。ただし、こうした非合法行為については信者の大半は知らず、宗方いわく「二重構造」。星川は教祖である恵理の脱会後も偽者を使って活動を継続、董藤支持まで企てたが、次第に恵理や同様に脱会した教団幹部の竹内の元に脱会者が集まり、教団自体が二重に存在することとなった。
七星会失脚後は周や孫市により董藤政権に加担した罪で追われる身となり、恵理が信者を見捨てられないと警察局に出頭した後は、竹内により安全のため布教活動は沈静化される。その一方で出頭前の恵理より教団を託された星川は独自に布教と彼女の意思たる「舷一郎を信じる」を広め、多くの信者が舷一郎の元へと集まることになった。
「既望」とは教祖名でもある十六夜の月のこと。
七星会
北（ノースエリア）統治グループ。北日本の政治家や官僚、財界人、自衛隊幹部と中国共産党幹部及び中国軍関係者等で構成された秘密結社、董藤･神林両政権下では北（ノースエリア）を完全に支配していた。海峡同盟の雲井竜児はノースエリアの実情を満州国（出先機関が実権を握って現地政府を操り、本国政府も手を出せない状態）になぞらえた。震災直後から人民解放軍と結びついて物資の流通を牛耳り、政府中枢や高級官僚、大企業、自衛隊に人脈を張り巡らした。人道支援物資の横流しや世論操作等も行っておりこれを暴き出そうとする者はすぐに粛清される。本来は、中国の意向を受けて北（ノースエリア）を統治する復興委員会を闇資金調達、敵対勢力排除などで裏から支えるための機関として生み出されたが、首魁の董藤と、復興委員会の後ろ盾である連（リャン）将軍の密約により復興委員会の実権を掌握するに至る。董藤政権においては「総理大臣の私的な諮問機関」、神林政権においては全権を掌握した最高評議会という表の顔を持った。その名のとおり七人の主要メンバーの全会一致でその政策・方針を決定しており、朝食会の場でそれらが話し合われていた。また札幌クーデターなど極秘事項は第三者に漏れることの無い様、人気の無い札幌郊外の別荘で計画を立てる。主なメンバーは董藤卓也衆議院議長・神林曜蔵財務大臣・境玄吾陸上幕僚長・咲村庸三情報庁長官・原西次郎警察局長官・白朱喜（ペイ チューシー）北海道計算机公司社長、三田村栄一北日本大学総長。そして裏で糸を引いている黒幕が連（リャン）中国軍総参謀本部副総長である（第9巻）。
リーダーの董藤が腹心の勝呂の裏切りにより死亡すると、後継の座をめぐり内紛を起こし更に反体制派に組織の実体を暴露されてしまう。その隙に捕らえられていた勝呂が脱走して咲村、白、境を暗殺し組織の排除を狙うが自身も毒殺されて失敗。その直後に組織を影で支援していた連将軍が失脚し、果てに周によって生き残った神林、原西、三田村が逮捕されたため、その勢力は大きく弱体化した（第11巻）。名前の由来は七星剣。
黒衣隊
董藤卓也のボディーガードを務める私兵部隊。作戦中は平服、軍服全て黒一色なのでこの名前が付いた。中国名は「ヘイイドウイ」。札幌クーデター後より表舞台に現れる。隊員はソルジャー訓練を積んだ戦闘のプロだが、勝呂いわく「警察局や自衛隊の人間ではない」ということから、董藤が密かに手配したものと思われる。ボディーガードのみならず、暗殺や拉致をも任務としていたが、董藤の死後は姿を消した。
劇中で確認出来る装備品はMP5と95式自動歩槍。
マゴイチ･ホールディングス
北（ノースエリア）仙台市に本社を構える投資会社で、海峡同盟のスポンサー。3代目である現CEOは孫市建作で、創業者は孫市堅一郎、2代目CEOは孫市策太郎。大震災時は他企業のように資産を持ち出して海外へ亡命せず、多くの被災者達に海外に手配済みのタンカーで食料や石油などの物資を送り出し、破産寸前の企業をM&Aで取り込んで自社を大きくしていった。その後、堅一郎と策太郎が七星会や連の手によって謀殺された後、残された身内である建作がアメリカから帰国し、CEOの座に就く。札幌市内の拠点など海峡同盟が隠れ蓑に利用する「マゴイチコーポレーション」や、勝呂が療養していた支笏湖畔の病院などのグループ企業のほか、公式な傘下ではないが実質的には影響下にある企業も複数存在し、孫市は海峡同盟への資金援助を迂回させることでスポンサーが複数いるように装ったり、七星会に対する傍聴やゲリラ放送に利用するなどそのネットワークを反体制に活用してきた。
董藤の死や七星会の失脚を経て、孫市は亡き父や兄と親交を結んでいた周と手を結び、北日本と中国の経済を無数の流通ネットワークで結んで巨大経済圏を生み出そうと目論み、そのために邪魔な存在となった舷一郎達を排除しようとするも失敗。しかし舷一郎を犯罪者として指名手配し、なおかつ舷一郎に同調した者も弾圧して事実上北日本を手中に収める。
その後、2021年時点では貿易取引総額でアメリカを抜き世界第1位となった中国の巨大市場をも手中に収め、巨大な利益を得ている。
「ホールディングス」という名称からもわかるように、もともとは銀行を中心としたグループ企業全体を束ねる金融持株会社である。作中で「投資会社」と呼ばれているのは、現CEOが投資分野の出身であることと、その経営方針に由来している。震災時には東京に本社を構えていたが、地元である東北と、北海道には深いかかわりがあった（第9巻）。
水の対中輸出
孫市が周と手を結んだ後、開始された一大事業。岩手県北上山地の岩泉町龍泉洞にある地底湖の水を皮切りに、各地よりポンプで汲み出した水をタンクローリーに詰めて中国に輸出。その根本的な原因は急激な経済発展の結果、中国、特に北部では農業用水や工業用水の確保のための地下水過剰汲み上げや、農地化による森林伐採によって水資源が枯渇し、それを見越した孫市が中国に水を売りつけようというもの。
一見すると合法的な商取引であるが、孫市は北海道や青森県等にある水源地に手当たり次第に手を出し、日本人の飲み水全てを売りかねない勢いで輸出を進めるという危険な側面を持っている。特に、飲料水の高騰化や農業用水が確保できずに米や農作物の栽培が不可能になるという事態が劇中にて舷一郎や栗本によって指摘されている。
それから3年後の2021年時点では、北日本（ノースエリア）産の天然水は大半が中国へと送られ、北日本の日本人がそれを口にする機会は月1回の給水車による配給のみである（第13巻）。

### 用語（北）
人民証明証
北（ノースエリア）の国民全員に植えつけられているICチップ。これにより公共交通の利用など国民一人一人の行動が監視されている。専用の読取装置を使うことで、登録されている個人情報（氏名、職業等）を見ることが出来る。また、北（ノースエリア）に滞在する外国人にも同様の機能があるIDの携帯が義務付けられる。雲井によると、人民証明証は将来中国でも導入が検討されているが、そのアイディア自体は七星会が出したものとのこと。
ICチップ自体は外科処置により取り除くことも可能で、劇中では恵理の左腕から、羽田がレーザーメスを使って除去した。
なお、アニメ版でも千歳空港での地道のシーンでこれの存在を匂わせる描写がある。
人民元
本来は中国の通貨だが、南日本（サウスエリア）でアメリカドルが流通するのと同様の理由で、北関東の闇市を皮切りに北日本（ノースエリア）で流通するようになった。劇中ではスーパーのレジの画面に、商品の値段が円と元両方でそれぞれ表示されている場面がある。

## 再生特区日本（グレイ・エリア）
『三国志』の蜀に相当する。国連管理下におかれた旧首都圏・東京都。富士山噴火の降灰被害によって作物の育たぬ関東地域と共に、南北連絡協議会によって南北日本政府双方から「南北不可侵領域（グレイ・エリア）」と定められている。そのため、南北どちらでもない「グレイ・シティ（灰色の街）」という通称を持つ。位置的には北日本（ノースエリア）領内ながら、南北日本といえどその力が及ばぬ故に、葛城亮いわく北日本とも南日本（サウスエリア）とも異なる「第3の国」。舷一郎は亮の案を受けてこのグレイ・シティに海外の日本人避難民500万人を呼ぼうと図り、亮達の交渉の結果避難民受け入れ各国の日本人代表者達から次第に賛同を得、入植の準備が進められている。その一方、不死鳥による火山灰の堆積した土地の再生は順調に進み、その他自給自足に必要なライフラインの整備も進んでいる。

### 地理（再生特区）
富士山
日本の象徴とも呼べる山。2002年8月10日午後、山腹部より大噴火を起こすが、劇中で高梨が地道に語ったところによるとすでに5年前から低周波地震が観測され、二酸化硫黄も異常レベルで放出されていたが、観光収入減少を恐れる地元自治体の要望で、一般公表はされなかったとのこと。この噴火によって東京や関東一帯に火山灰が降り注ぎ、送電網などのライフラインは壊滅し、土壌も酸性化して草一本すら生えなくなった。また、東京湾などの海洋も汚染された。
噴火後の富士山は、大噴火により火口付近が広範囲にわたって崩壊している。
富士ハイパーランド
山梨県の富士吉田市にあった、巨大レジャー施設の跡地。富士山の噴火以来無人の廃墟となっていたが、舷一郎達の手によって稲の栽培の試験場に利用されたのを機に、「第3の国」建国の拠点となり、最終的には再生特区日本の中心となったエリア。

### 行政・制度（再生特区）
セクター
特区の行政･経済活動組織。住民は何らかのセクターに所属して仕事に従事しており、その姿はソ連の共同農場に近い。現在農業、医療、外交、警備、報道のセクターが確認されている。
セクター長会議
代表と各セクター長が再生特区の運営について協議する場であり、事実上の最高指導部。
国連軍
その名の通り、国連傘下の軍隊。グレイ・シティの特殊性により、現地で警備の必要性が出てきた場合にのみ展開する。劇中ではゾラ率いる国連南北日本視察団がグレイ・シティに滞在している時などに登場。また、これとは別に米軍と中国軍の監視所がグレイ・エリアの境界線各所に設置されている。

### 用語（再生特区）
レアメタル
本来は家電や自動車、携帯電話やコンピューターに用いられる希少金属を指すが、ここでは震災時に乗り捨てられた自動車や水没したオフィス街に残されたパソコンに含まれるものを指す、現代でいう都市鉱山のこと。亮はこれら放置された工業製品を回収してそこからレアメタルを取り出し、海猫島の工場にて加工・出荷してグレイ・シティで500万人の日本人海外一時避難民が生活する為の基盤資金を稼ごうと考えていた。しかし、舷一郎はレアメタルはあくまで限りある資源であり、これをめぐって争いがおこる危険性を危惧し、また中国側の張いわく「甘い蜜に群がる蟻」のごとく介入しようとしてきたので、亮はレアメタルに関する案を取り下げた。
孫市が舷一郎達の行動に気付き、会見を望んできた際には舷一郎から時間稼ぎを頼まれた亮が、「第3の国」建国という真実を隠すため「これはレアメタルの確保とそれに必要な労働力の確保」と孫市に説明し、利益の4分の3を譲渡する条件の契約書にサインした。
不死鳥（フェニックス）
亮を中心とする技術者チームが作り上げたバクテリア。元々は火山灰性の地質の為作物が育たなかった海猫島の土壌を改良する為に作られたもの（バイオレメディエーション）だが、亮はこれを火山灰が堆積して酸性化したグレイ・シティの土壌を改善し、自給自足を可能とする基盤を作る為にグレイ・シティにて使用することを決める。
それから2年後の2020年、富士山からの降灰被害が小さかった宇都宮から始めた不死鳥による稲の栽培試験は、宇都宮から富士山近辺まで各地の試験場において上々の結果を出した。
なお、「不死鳥」の名は火山灰の中から蘇るという意味を込めて名付けられたもの。
Dデイ
グレイ・シティに対する第1次帰国希望者の帰国予定日。亮を中心とする海外との交渉組が滝沢正通の協力を得るなどして確保した10万人の日本人避難民が、2021年3月を目処に帰国し、舷一郎や張・重村等が整理した耕作可能な土地に入植するというもの。この件は南北日本からの妨害を避けるべく極秘であるが、亮はリスボンにて宗方と密会し、宗方が事を認めると確信した上であえて独断で伝えた。
バイオ剤、バクテリア浄水ロープ
亮や中山が不死鳥に続いてグレイ・シティに投入したバイオテクノロジーの産物。前者は東京湾にて海水の浄化と、養殖漁業を可能とするために投入され、後者は上水道設備にて水を浄化し、飲料水を確保するために投入された。
北日本特殊部隊
グレイ・エリアを占拠するための部隊。安保理により正式に国連軍となる。

## 登場人物
- 柳舷一郎
- 宗方操
- 張宗元
- 羽田遼太郎

## テレビアニメ
WOWOWの開局15周年記念番組の一つとして前編『海峡』が2006年9月17日に、後編『国境』が9月18日に放送された。原作第1〜4巻の地震発生から台湾編までの内容となっている。その後、アニマックスでも前編『海峡』が2007年9月16日、9月22日と23日に、後編『国境』が同年9月23日、9月29日と30日に再放送されている。

### スタッフ
- 原作 - かわぐちかいじ
- 監督 - 小島正幸
- 脚本 - 浦畑達彦
- キャラクターデザイン・総作画監督 - 西城隆詞
- 美術監督 - 水谷利春
- 色彩設計 - 木村聡子
- 音楽 - 本多俊之
- 音響監督 - 清水洋史
- プロデューサー - 高野れい子、北浦宏之、細川修、奥山豊彦
- アニメーション制作 - マッドハウス
- アニメーション制作協力 - タマ・プロダクション
- 製作 - ｢太陽の黙示録｣製作委員会（東北新社、WOWOW、博報堂DYメディアパートナーズ、小学館）

### 主題歌
エンディングテーマ「The Power」
作詞・作曲・編曲・歌 - カノン

### 各話リスト
| 話数 | サブタイトル | 絵コンテ                                | 演出                                                         | 作画監督                                                   |
| ---- | ------------ | --------------------------------------- | ------------------------------------------------------------ | ---------------------------------------------------------- |
| 1    | 前編『海峡』 | 小島正幸、鶴岡耕次郎 中村亮介、松戸太郎 | 小島正幸、大野和寿 増原光幸                                  | 水村十司、松田芳明 高橋直樹、田中修司 渡辺章、Jang Hee-kyu |
| 2    | 後編『国境』 | 小島正幸、高橋亨                        | 小島正幸、神崎ユウジ 中村亮介、萩原露光 大久保唯男、増原光幸 | 水村十司、松田芳明 高橋直樹、田中修司 Kim Gi-du            |

## DVD
販売元 東宝株式会社、発売元 株式会社東北新社。

## その他
- この作品に対して、震災直後の避難先として皇居が登場することから皇室は存在すると思われるが、日本国統合の象徴である天皇が一度も出ていないことをコメントした批評家がいる（日下公人など）。